# Silene paeoniensis
Silene paeoniensis là loài thực vật có hoa thuộc họ Cẩm chướng. Loài này được Bornm. miêu tả khoa học đầu tiên năm 1925.